# Madison Snow
Pas d'image ? Cliquez ici
Madison Snow (né le 26 décembre 1995 à American Fork aux États-Unis) est un pilote automobile américain. Il participe à des épreuves d'endurance aux mains de voitures de Grand tourisme dans des championnats tels que le WeatherTech SportsCar Championship.
Il a remporté le championnat pilote WeatherTech SportsCar Championship en 2018 dans la catégorie GTD.

## Palmarès

### Résultats enWeatherTech SportsCar Championship
| Année | Écurie                 | Classe | Voiture                     | Moteur                                  | 1      | 2      | 3      | 4     | 5      | 6      | 7      | 8     | 9     | 10    | 11     | 12    | Pos. | Points |
| ----- | ---------------------- | ------ | --------------------------- | --------------------------------------- | ------ | ------ | ------ | ----- | ------ | ------ | ------ | ----- | ----- | ----- | ------ | ----- | ---- | ------ |
| 2014  | Snow Racing            | GTD    | Porsche 911 GT America      | Porsche 4,0 L Flat-6 Atmo               | DAY 3  | SEB 9  | LGA 11 | BEL 9 | WGL 13 | MOS 7  | IMS 11 | ELK 3 | VIR 9 | AUS 4 | ATL 2  |       | 7e   | 280    |
| 2015  | Wright Motorsports     | GTD    | Porsche 911 GT America      | Porsche 4,0 L Flat-6 Atmo               | DAY 3  | SEB 6  | LGA    | BEL 8 | WGL 8  | LIM    | ELK    | VIR   | AUS   |       |        |       | 13e  | 141    |
| 2015  | Park Place Motorsports | GTD    | Porsche 911 GT America      | Porsche 4,0 L Flat-6 Atmo               |        |        |        |       |        |        |        |       |       | ATL 1 |        |       | 13e  | 141    |
| 2016  | Paul Miller Racing     | GTD    | Lamborghini Huracán GT3     | Lamborghini 5,2 L V10 Atmo              | DAY 16 | SEB 6  | LGA 7  | BEL 8 | WGL 12 | MOS 3  | LIM 4  | ELK 8 | VIR 1 | AUS 2 | ATL 4  |       | 3e   | 293    |
| 2017  | Paul Miller Racing     | GTD    | Lamborghini Huracán GT3     | Lamborghini 5,2 L V10 Atmo              | DAY 7  | SEB 5  | LBH 16 | AUS 4 | BEL 3  | WGL 12 | MOS 8  | LIM 2 | ELK 6 | VIR 5 | LGA 7  | ATL 7 | 9e   | 281    |
| 2018  | Paul Miller Racing     | GTD    | Lamborghini Huracán GT3     | Lamborghini 5,2 L V10 Atmo              | DAY 3  | SEB 1  | MOH 3  | BEL 3 | WGL 3  | MOS 4  | LIM 1  | ELK 2 | VIR 6 | LGA 4 | ATL 3  |       | 1er  | 333    |
| 2020  | Paul Miller Racing     | GTD    | Lamborghini Huracán GT3 Evo | Lamborghini 5,2 L V10 Atmo              | DAY 1  | DAY    | SEB    | ELK   | VIR 14 | ATL 2  | MOH    | CLT   | ATL 7 | LGA   | SEB 13 |       | 18e  | 126    |
| 2021  | Paul Miller Racing     | GTD    | Lamborghini Huracán GT3 Evo | Lamborghini 5,2 L V10 Atmo              | DAY 3  | SEB 11 | MOH 3  | BEL 6 | WGL 2  | WGL 10 | LIM 2  | ELK 7 | LGA 2 | LBH 1 | VIR 2  | ATL 7 | 2e   | 3163   |
| 2022  | Paul Miller Racing     | GTD    | BMW M4 GT3                  | BMW S58B30T0 3,0 L i6 M TwinPower Turbo | DAY    | SEB 16 | LBH 1  | LGA 4 | MOH 2  | BEL 3  | WGL 13 | MOS 5 | LIM 1 | ELK 4 | VIR 3  | ATL 5 | 6e   | 2679   |
| 2023  | Paul Miller Racing     | GTD    | BMW M4 GT3                  | BMW S58B30T0 3,0 L i6 M TwinPower Turbo | DAY 8  | SEB 1  | LBH 1  |       |        |        |        |       |       |       |        |       | -*   | 0*     |

* Saison en cours.